# Natação nos Jogos Olímpicos de Verão de 1988 - 200 m peito masculino
A competição dos 200 metros peito masculino da natação nos Jogos Olímpicos de Verão de 1988 foi disputada no dia 23 de setembro no  Jamsil Indoor Swimming Pool em Seul, Coreia do Sul.

## Medalhistas
| Ouro   | HUN József Szabó      |
| Prata  | GBR Nick Gillingham   |
| Bronze | ESP Sergio López Miró |

## Recordes
Antes desta competição, os recordes mundiais e olímpicos da prova eram os seguintes:
| Tipo | Atleta             | Tempo   | Local                       | Data                |
| ---- | ------------------ | ------- | --------------------------- | ------------------- |
|      | Victor Davis (CAN) | 2:13.34 | Los Angeles, Estados Unidos | 2 de agosto de 1984 |
|      | CAN Victor Davis   | 2:13.34 | Los Angeles, Estados Unidos | 2 de agosto de 1984 |

## Resultados

### Eliminatórias
Regra: As oito nadadoras mais rápidas avançam à final A (Q), enquanto as oito seguintes, à final B (q).
| Pos. | Raia | Nadador             | CON                          | Tempo   | Notas |
| ---- | ---- | ------------------- | ---------------------------- | ------- | ----- |
| 1    | 6    | Nick Gillingham     | GBR Grã-Bretanha             | 2:14.58 | Q     |
| 2    | 6    | József Szabó        | HUN Hungria                  | 2:14.97 | Q     |
| 3    | 7    | Mike Barrowman      | USA Estados Unidos           | 2:15.85 | Q     |
| 4    | 5    | Valeriy Lozik       | URS União Soviética          | 2:16.31 | Q     |
| 5    | 5    | Jonathan Cleveland  | CAN Canadá                   | 2:16.87 | Q     |
| 6    | 6    | Sergio López Miró   | ESP Espanha                  | 2:17.06 | Q     |
| 7    | 7    | Péter Szabó         | HUN Hungria                  | 2:17.10 | Q     |
| 8    | 6    | Vadim Alexeev       | URS União Soviética          | 2:17.15 | Q     |
| 9    | 7    | Cameron Grant       | CAN Canadá                   | 2:17.62 | q     |
| 10   | 7    | Shigehiro Takahashi | JPN Japão                    | 2:17.69 | q     |
| 11   | 6    | Alexandre Yokochi   | POR Portugal                 | 2:17.87 | q     |
| 12   | 4    | Sidney Appelboom    | BEL Bélgica                  | 2:18.02 | q     |
| 12   | 5    | Radek Beinhauer     | TCH Checoslováquia           | 2:18.02 | q     |
| 14   | 7    | Alexander Marček    | TCH Checoslováquia           | 2:18.44 | q     |
| 15   | 7    | Adrian Moorhouse    | GBR Grã-Bretanha             | 2:18.51 | q, WD |
| 16   | 5    | Étienne Dagon       | SUI Suíça                    | 2:18.68 | q     |
| 17   | 6    | Cédric Penicaud     | FRA França                   | 2:18.72 | q     |
| 18   | 5    | Gary O'Toole        | IRL Irlanda                  | 2:18.93 |       |
| 19   | 5    | Kirk Stackle        | USA Estados Unidos           | 2:19.47 |       |
| 20   | 6    | Pablo Restrepo      | COL Colômbia                 | 2:19.58 |       |
| 21   | 7    | Ian McAdam          | AUS Austrália                | 2:19.68 |       |
| 22   | 4    | Yoon Joo-il         | KOR Coreia do Sul            | 2:19.94 |       |
| 23   | 3    | Javier Careaga      | MEX México                   | 2:20.11 |       |
| 24   | 6    | Joaquín Fernández   | ESP Espanha                  | 2:20.34 |       |
| 25   | 4    | Ronald Dekker       | NED Países Baixos            | 2:20.84 |       |
| 26   | 3    | Pierre-Yves Eberle  | SUI Suíça                    | 2:20.65 |       |
| 27   | 4    | Christian Poswiat   | GDR Alemanha Oriental        | 2:20.99 |       |
| 28   | 4    | Luc van de Vondel   | BEL Bélgica                  | 2:21.50 |       |
| 29   | 4    | Petri Suominen      | FIN Finlândia                | 2:22.01 |       |
| 30   | 4    | Hironobu Nagahata   | JPN Japão                    | 2:22.23 |       |
| 31   | 3    | Mark Warnecke       | FRG Alemanha Ocidental       | 2:22.55 |       |
| 31   | 5    | Hartmut Wedekind    | FRG Alemanha Ocidental       | 2:22.55 |       |
| 33   | 2    | Tsai Hsin-yen       | TPE Taipé Chinês             | 2:23.80 |       |
| 34   | 3    | Thomas Böhm         | AUT Áustria                  | 2:24.15 |       |
| 35   | 3    | Chang Qing          | CHN China                    | 2:24.45 |       |
| 36   | 3    | Richard Lockhart    | NZL Nova Zelândia            | 2:24.52 |       |
| 37   | 3    | Eyal Stigman        | ISR Israel                   | 2:25.18 |       |
| 38   | 4    | Jin Fu              | CHN China                    | 2:26.05 |       |
| 39   | 2    | Wirmandi Sugriat    | INA Indonésia                | 2:26.17 |       |
| 40   | 2    | Manuel Gutiérrez    | PAN Panamá                   | 2:26.57 |       |
| 41   | 7    | Jan-Erick Olsen     | NOR Noruega                  | 2:26.70 |       |
| 42   | 1    | Anthony Beks        | NZL Nova Zelândia            | 2:27.26 |       |
| 43   | 2    | Arnþór Ragnarsson   | ISL Islândia                 | 2:27.93 |       |
| 44   | 2    | Cícero Tortelli     | BRA Brasil                   | 2:28.82 |       |
| 45   | 2    | Nikolaos Fokianos   | GRE Grécia                   | 2:28.91 |       |
| 46   | 3    | Patrick Concepcion  | PHI Filipinas                | 2:29.62 |       |
| 47   | 1    | Ng Yue Meng         | SIN Singapura                | 2:30.74 |       |
| 48   | 2    | Watt Kam Sing       | HKG Hong Kong                | 2:30.78 |       |
| 49   | 1    | Kraig Singleton     | ISV Ilhas Virgens Americanas | 2:36.45 |       |
| 50   | 1    | Quách Hoài Nam      | VIE Vietnã                   | 2:39.69 |       |
| 51   | 1    | Amine El-Domyati    | LIB Líbano                   | 2:44.34 |       |
| 52   | 1    | Obaid Al-Rumaithi   | UAE Emirados Árabes Unidos   | 2:50.49 |       |
| 054  | 2    | Christian Toft      | DEN Dinamarca                | DSQ     |       |
| 054  | 5    | David Leblanc       | FRA França                   | DSQ     |       |

### Finais

#### Final B
| Pos. | Raia | Nadador             | CON                | Tempo   | Notas |
| ---- | ---- | ------------------- | ------------------ | ------- | ----- |
| 9    | 3    | Alexandre Yokochi   | POR Portugal       | 2:18.01 |       |
| 10   | 5    | Shigehiro Takahashi | JPN Japão          | 2:18.03 |       |
| 11   | 2    | Sidney Appelboom    | BEL Bélgica        | 2:18.08 |       |
| 12   | 6    | Radek Beinhauer     | TCH Checoslováquia | 2:18.13 |       |
| 13   | 1    | Étienne Dagon       | SUI Suíça          | 2:18.17 |       |
| 14   | 4    | Cameron Grant       | CAN Canadá         | 2:18.36 |       |
| 15   | 7    | Alexander Marček    | TCH Checoslováquia | 2:18.51 |       |
| 16   | 8    | Cédric Penicaud     | FRA França         | 2:18.95 |       |

#### Final A
| Pos.              | Raia | Nadador            | CON                 | Tempo   | Notas            |
| ----------------- | ---- | ------------------ | ------------------- | ------- | ---------------- |
| Medalha de ouro   | 5    | József Szabó       | HUN Hungria         | 2:13.52 | Recorde europeu  |
| Medalha de prata  | 4    | Nick Gillingham    | GBR Grã-Bretanha    | 2:14.12 |                  |
| Medalha de bronze | 7    | Sergio López Miró  | ESP Espanha         | 2:15.21 | Recorde nacional |
| 4                 | 3    | Mike Barrowman     | USA Estados Unidos  | 2:15.45 |                  |
| 5                 | 6    | Valeriy Lozik      | URS União Soviética | 2:16.16 |                  |
| 6                 | 8    | Vadim Alexeev      | URS União Soviética | 2:16.70 |                  |
| 7                 | 2    | Jonathan Cleveland | CAN Canadá          | 2:17.10 |                  |
| 8                 | 1    | Péter Szabó        | HUN Hungria         | 2:17.12 |                  |